# 太空摇滚
太空摇滚是一种音乐风格，特点是松散且冗长的歌曲结构，通常以器乐织体为主，创造出催眠般的、梦幻的声音。太空摇滚可能会包含有扭曲且回响感十足的吉他、简单的鼓点、悠闲的歌声、合成器，以及以外太空和科幻为主题的歌词。

太空摇滚这一风格起源于1960年代末的迷幻摇滚和前卫摇滚乐队，如平克·弗洛伊德（Pink Floyd)、霍金德（Hawkwind （页面存档备份，存于））和龚（Gong （页面存档备份，存于））等，在他们的音乐中经常包含所谓“宇宙”的音效。类似的旋律也出现在1970年代初的西德“宇宙音乐”场景中（即“kosmische Musik, 德国酸菜摇滚”）。之后，太空摇滚在1980年代中期由spacemen 3 （页面存档备份，存于）带起，他们的“噪音轰鸣”风格很大程度上受到的影响。到了1990年代，太空摇滚发展为盯鞋摇滚和后摇滚，涌现出像The Verve（神韵合唱团），My bloody Valentine （页面存档备份，存于）（MBV）, Ride （页面存档备份，存于）(骑行乐队）和Flying Saucer Attack （页面存档备份，存于）等乐队。